# Forbundsrådet (Schweiz)
 For alternative betydninger, se Forbundsrådet. (Se også artikler, som begynder med Forbundsrådet)
Forbundsrådet (tysk Bundesrat, fransk Conseil fédéral, italiensk Consiglio federale, rætoromansk Cussegl federal) er regeringen i Schweiz.
Forbundsrådet består af 7 medlemmer fra de fire største partier i landet:
- Freisinnig-demokratische Partei der Schweiz (FDP)
- Christlichdemokratische Volkspartei der Schweiz (CVP)
- Schweizerische Volkspartei (SVP)
- Sozialdemokratische Partei der Schweiz (SPS)

Sammensætningen af Forbundsrådet var der i perioden 1959-2003 to medlemmer hver til FDP, CVP og SPS og et medlem til SVP i henhold til 'Zauberformel'. Efter valget af medlemmer i regeringen i Forbundsforsamlingen 10. december 2003 fik SVP, som var gået frem i valget på ny nationalforsamling, den ene af CVP's pladser i regeringen.
Forbundsrådet (regeringen) ledes af forbundspræsidenten (tysk Bundespräsident, fransk le président de la Confédération, italiensk il Presidente della Confederazione, rætoromansk il president da la confederaziun), som vælges for et år om gangen.
Forbundspræsidenten leder regeringen som primus inter pares (den fremmeste blandt ligemænd) og er samtidig landets statsoverhoved.

## Forbundsforvaltningen
Den schweiziske centralforvaltning er delt i otte afdelinger. De syv ministre er leder af hver deres departement. Desuden er forbundskansleren leder af forbundskancelliet.
De syv ministerier er:   
- Udenrigsministeriet (Eidgenössisches Departement für auswärtige Angelegenheiten (EDA))
- Indenrigs- og videnskabsministeriet (Eidgenössisches Departement des Innern (EDI), inklusive ETH-Bereich)
- Justits- og politiministeriet (Eidgenössisches Justiz- und Polizeidepartement (EJPD))
- Forsvars-, civilforsvars- og sportsministeriet (Eidgenössisches Departement für Verteidigung, Bevölkerungsschutz und Sport (VBS))
- Finansministeriet (Eidgenössisches Finanzdepartement (EFD))
- Økonomi- og erhvervsministeriet (Eidgenössisches Volkswirtschaftsdepartement (EVD)) (handel, industri og landbrug)
- Miljø-, trafik-, energi- kommunikationsministeriet (Eidgenössisches Departement für Umwelt, Verkehr, Energie und Kommunikation) (UVEK))

Forbundskansleren er formelt ikke medlem af regeringen, men deltager i forbundsrådets møder, dog uden stemmeret. Forbundskancelliet (Schweizerische Bundeskanzlei (BK)) løser stabs- og sekretariatsopgaver for forbundsrådet. Desuden offentliggør kancelliet lovene og er ansvarlig for forbindelserne mellem regeringen og parlamentet.  